# ゲオルク・アントン・ホールリグル
ゲオルク・アントン・ホールリグル（Georg Anton Hoellrigl, 1961年7月26日 - ）は、アルペンスキーのコーチ。オーストリアチロル州ピッツタール、アルツル出身。愛称、ショーシ
ブンデスシュポルトハイム、元主任教師、デモンストレーター。オーストリアチームジュニアチームコーチ、スイスヨーロッパカップチームコーチを経て、アルペンスキー全日本Aチーム主任コーチになる。元パウダーエイト世界チャンピオン。
2010／11シーズンより、オーストリアスキーチーム、ヨーロッパカップチーム、SL、GSチームコーチに就任